# V.League Division 1 2023-2024 (maschile)
La V.League Division 1 2023-2024, 57ª edizione della massima serie del campionato giapponese maschile di pallavolo, si è svolta dal 14 ottobre 2023 al 31 marzo 2024: al torneo hanno partecipato 10 squadre di club giapponesi e la vittoria finale è andata per la decima volta ai Suntory Sunbirds.

## Regolamento

### Formula
La formula ha previsto:
- Regular season, che prevede quattro round-robin, per un totale di trentasei incontri per squadra: le prime due classificate hanno avuto accesso diretto alle semifinali dei play-off scudetto, le formazioni classificate dal terzo al sesto posto hanno avuto accesso ai quarti di finale dei play-off scudetto.
- Play-off scudetto, disputati con:
  - Quarti di finale, in gara unica e con le formazioni abbinate con il metodo della serpentina.
  - Semifinali, in gara unica e con le formazioni abbinate con il metodo della serpentina.
  - Finale per il quinto posto, in gara unica, tra le formazioni sconfitte ai quarti di finale.
  - Finale per il terzo posto, in gara unica, tra le formazioni sconfitte alle semifinali.
  - Finale scudetto, in gara unica.

### Criteri di classifica
Se il risultato finale è stato di 3-0 o 3-1 sono stati assegnati 3 punti alla squadra vincente e 0 a quella sconfitta, se il risultato finale è stato di 3-2 sono stati assegnati 2 punti alla squadra vincente e 1 a quella sconfitta. L'ordine del posizionamento in classifica è stato definito in base a:
- Numero di partite vinte;
- Punti;
- Ratio dei set vinti/persi;
- Ratio dei punti realizzati/subiti.

## Squadre Partecipanti
Al campionato di V.League Division 1 2023-2024 partecipano 10 squadre di club giapponesi, tra le quali i neopromossi Voreas Hokkaido.
| Club                  | Stagione | Città     | Impianto                         | Stagione precedente       |
| --------------------- | -------- | --------- | -------------------------------- | ------------------------- |
| JTEKT Stings          | dettagli | Kariya    | Kariya City Gymnasium            | 6ª in V.League Division 1 |
| JT Thunders Hiroshima | dettagli | Hiroshima | Nekoda Memorial Gymnasium        | 7ª in V.League Division 1 |
| Nagano Tridents       | dettagli | Takamori  | Matsumoto City Gymnasium         | 9ª in V.League Division 1 |
| Panasonic Panthers    | dettagli | Hirakata  | Panasonic Arena                  | 3ª in V.League Division 1 |
| Sakai Blazers         | dettagli | Sakai     | Kanaoka Park Gymnasium           | 4ª in V.League Division 1 |
| Suntory Sunbirds      | dettagli | Minō      | Suntory Training Center          | 2ª in V.League Division 1 |
| Tokyo Great Bears     | dettagli | Tokyo     | Yoyogi National Gymnasium        | 8ª in V.League Division 1 |
| Toray Arrows          | dettagli | Mishima   | Mishima Citizen Gymnasium        | 5ª in V.League Division 1 |
| Voreas Hokkaido       | dettagli | Asahikawa | Asahikawa City General Gymnasium | 1ª in V.League Division 2 |
| WolfDogs Nagoya       | dettagli | Inazawa   | Toyoda Gosei Memorial Gymnasium  | Campioni del Giappone     |

## Torneo

### Regular season

#### Risultati
| Risultati |                                            |     |                                   |
|           |                                            |     |                                   |
| 14-10     | Sakai Blazers - Toray Arrows               | 3-1 | 25-22, 20-25, 29-27, 25-23        |
| 14-10     | Suntory Sunbirds - Tokyo Great Bears       | 3-1 | 16-25, 25-19, 25-22, 25-17        |
| 15-10     | Sakai Blazers - Toray Arrows               | 3-0 | 25-19, 25-21, 25-18               |
| 15-10     | Suntory Sunbirds - Tokyo Great Bears       | 3-2 | 18-25, 25-23, 25-18, 21-25, 15-13 |
| 21-10     | JT Thunders Hiroshima - Suntory Sunbirds   | 3-1 | 25-23, 25-23, 20-25, 25-19        |
| 21-10     | WolfDogs N8ya - JTEKT Stings               | 3-0 | 25-20, 25-22, 25-17               |
| 21-10     | Toray Arrows - Voreas Hokkaido             | 3-1 | 25-13, 25-16, 23-25, 25-16        |
| 21-10     | Nagano Tridents - Sakai Blazers            | 2-3 | 17-25, 25-18, 22-25, 25-22, 14-16 |
| 21-10     | Tokyo Great Bears - Panasonic Panthers     | 0-3 | 22-25, 19-25, 17-25               |
| 22-10     | JT Thunders Hiroshima - Suntory Sunbirds   | 0-3 | 22-25, 23-25, 20-25               |
| 22-10     | WolfDogs N8ya - JTEKT Stings               | 0-3 | 22-25, 23-25, 22-25               |
| 22-10     | Nagano Tridents - Sakai Blazers            | 0-3 | 18-25, 23-25, 19-25               |
| 22-10     | Toray Arrows - Voreas Hokkaido             | 3-1 | 25-22, 25-20, 21-25, 25-22        |
| 22-10     | Tokyo Great Bears - Panasonic Panthers     | 0-3 | 27-29, 21-25, 21-25               |
| 28-10     | JTEKT Stings - JT Thunders Hiroshima       | 1-3 | 25-23, 21-25, 23-25, 16-25        |
| 28-10     | Sakai Blazers - WolfDogs N8ya              | 1-3 | 19-25, 19-25, 25-23, 20-25        |
| 28-10     | Suntory Sunbirds - Nagano Tridents         | 3-0 | 25-16, 25-14, 25-20               |
| 28-10     | Panasonic Panthers - Toray Arrows          | 3-1 | 25-23, 25-19, 20-25, 25-22        |
| 28-10     | Voreas Hokkaido - Tokyo Great Bears        | 0-3 | 19-25, 18-25, 22-25               |
| 29-10     | JTEKT Stings - JT Thunders Hiroshima       | 0-3 | 18-25, 23-25, 18-25               |
| 29-10     | Sakai Blazers - WolfDogs N8ya              | 2-3 | 25-22, 28-30, 25-23, 17-25, 11-15 |
| 29-10     | Suntory Sunbirds - Nagano Tridents         | 3-0 | 25-16, 25-15, 25-22               |
| 29-10     | Panasonic Panthers - Toray Arrows          | 3-1 | 25-13, 26-24, 21-25, 25-22        |
| 29-10     | Voreas Hokkaido - Tokyo Great Bears        | 0-3 | 18-25, 19-25, 14-25               |
| 04-11     | JT Thunders Hiroshima - Tokyo Great Bears  | 3-2 | 25-20, 18-25, 24-26, 25-20, 15-9  |
| 04-11     | JTEKT Stings - Suntory Sunbirds            | 1-3 | 20-25, 21-25, 25-23, 23-25        |
| 04-11     | Sakai Blazers - Voreas Hokkaido            | 3-0 | 25-21, 25-13, 25-21               |
| 04-11     | Toray Arrows - WolfDogs N8ya               | 3-2 | 18-25, 25-22, 25-21, 27-29, 15-11 |
| 04-11     | Nagano Tridents - Panasonic Panthers       | 0-3 | 28-30, 17-25, 14-25               |
| 05-11     | JT Thunders Hiroshima - Tokyo Great Bears  | 3-1 | 25-17, 27-25, 24-26, 25-23        |
| 05-11     | JTEKT Stings - Suntory Sunbirds            | 1-3 | 18-25, 17-25, 25-19, 20-25        |
| 05-11     | Nagano Tridents - Panasonic Panthers       | 0-3 | 19-25, 24-26, 20-25               |
| 05-11     | Sakai Blazers - Voreas Hokkaido            | 3-0 | 25-21, 28-26, 25-22               |
| 05-11     | Toray Arrows - WolfDogs N8ya               | 1-3 | 17-25, 25-23, 24-26, 21-25        |
| 11-11     | WolfDogs N8ya - Nagano Tridents            | 3-0 | 25-13, 25-18, 25-14               |
| 11-11     | Voreas Hokkaido - JT Thunders Hiroshima    | 0-3 | 13-25, 22-25, 14-25               |
| 12-11     | WolfDogs N8ya - Nagano Tridents            | 3-0 | 25-19, 25-19, 25-22               |
| 12-11     | Voreas Hokkaido - JT Thunders Hiroshima    | 0-3 | 30-32, 22-25, 20-25               |
| 17-11     | Voreas Hokkaido - JTEKT Stings             | 1-3 | 14-25, 14-25, 26-24, 19-25        |
| 18-11     | JT Thunders Hiroshima - Toray Arrows       | 1-3 | 20-25, 28-26, 21-25, 17-25        |
| 18-11     | Voreas Hokkaido - JTEKT Stings             | 3-0 | 25-21, 25-20, 25-22               |
| 18-11     | Suntory Sunbirds - Sakai Blazers           | 3-0 | 25-18, 25-20, 25-14               |
| 18-11     | Nagano Tridents - Tokyo Great Bears        | 0-3 | 19-25, 11-25, 21-25               |
| 18-11     | Panasonic Panthers - WolfDogs N8ya         | 0-3 | 21-25, 22-25, 23-25               |
| 19-11     | JT Thunders Hiroshima - Toray Arrows       | 3-1 | 17-25, 25-23, 26-24, 25-22        |
| 19-11     | Nagano Tridents - Tokyo Great Bears        | 1-3 | 23-25, 25-22, 16-25, 21-25        |
| 19-11     | Suntory Sunbirds - Sakai Blazers           | 3-0 | 26-24, 25-22, 32-30               |
| 19-11     | Panasonic Panthers - WolfDogs N8ya         | 3-1 | 25-21, 25-27, 25-21, 25-23        |
| 25-11     | WolfDogs N8ya - Voreas Hokkaido            | 3-1 | 25-21, 25-18, 20-25, 25-17        |
| 25-11     | Sakai Blazers - Panasonic Panthers         | 0-3 | 23-25, 21-25, 21-25               |
| 25-11     | Toray Arrows - Suntory Sunbirds            | 1-3 | 23-25, 22-25, 25-20, 40-42        |
| 25-11     | Nagano Tridents - JT Thunders Hiroshima    | 1-3 | 25-21, 16-25, 17-25, 23-25        |
| 25-11     | Tokyo Great Bears - JTEKT Stings           | 3-1 | 23-25, 25-22, 25-14, 25-13        |
| 26-11     | Nagano Tridents - JT Thunders Hiroshima    | 2-3 | 25-21, 25-22, 15-25, 21-25, 10-15 |
| 26-11     | WolfDogs N8ya - Voreas Hokkaido            | 3-0 | 25-15, 25-20, 25-9                |
| 26-11     | Sakai Blazers - Panasonic Panthers         | 0-3 | 13-25, 23-25, 22-25               |
| 26-11     | Toray Arrows - Suntory Sunbirds            | 1-3 | 22-25, 25-20, 28-30, 20-25        |
| 26-11     | Tokyo Great Bears - JTEKT Stings           | 1-3 | 25-21, 27-29, 23-25, 20-25        |
| 02-12     | JTEKT Stings - Toray Arrows                | 3-1 | 23-25, 25-17, 25-19, 25-14        |
| 02-12     | JT Thunders Hiroshima - WolfDogs N8ya      | 3-1 | 20-25, 25-20, 25-18, 29-27        |
| 02-12     | Sakai Blazers - Tokyo Great Bears          | 3-2 | 27-25, 25-20, 17-25, 23-25, 15-13 |
| 02-12     | Voreas Hokkaido - Nagano Tridents          | 3-2 | 25-19, 21-25, 25-19, 22-25, 16-14 |
| 03-12     | JT Thunders Hiroshima - WolfDogs N8ya      | 3-2 | 18-25, 30-32, 25-22, 25-19, 15-5  |
| 03-12     | JTEKT Stings - Toray Arrows                | 3-1 | 25-23, 23-25, 25-23, 25-15        |
| 03-12     | Sakai Blazers - Tokyo Great Bears          | 3-1 | 22-25, 31-29, 25-21, 29-27        |
| 03-12     | Voreas Hokkaido - Nagano Tridents          | 2-3 | 27-25, 26-28, 25-22, 28-30, 11-15 |
| 23-12     | Panasonic Panthers - Voreas Hokkaido       | 3-0 | 25-23, 25-16, 25-21               |
| 23-12     | Sakai Blazers - JT Thunders Hiroshima      | 3-0 | 33-31, 25-18, 25-23               |
| 23-12     | Toray Arrows - Tokyo Great Bears           | 3-2 | 20-25, 20-25, 26-24, 28-26, 15-5  |
| 23-12     | Nagano Tridents - JTEKT Stings             | 0-3 | 17-25, 22-25, 23-25               |
| 23-12     | WolfDogs N8ya - Suntory Sunbirds           | 3-2 | 20-25, 25-27, 26-24, 25-22, 15-12 |
| 24-12     | Panasonic Panthers - Voreas Hokkaido       | 3-0 | 25-21, 25-11, 25-20               |
| 24-12     | Sakai Blazers - JT Thunders Hiroshima      | 1-3 | 22-25, 25-21, 18-25, 22-25        |
| 24-12     | Nagano Tridents - JTEKT Stings             | 0-3 | 13-25, 18-25, 22-25               |
| 24-12     | Toray Arrows - Tokyo Great Bears           | 3-1 | 25-23, 25-19, 23-25, 25-17        |
| 24-12     | WolfDogs N8ya - Suntory Sunbirds           | 0-3 | 20-25, 24-26, 19-25               |
| 29-12     | Tokyo Great Bears - Suntory Sunbirds       | 0-3 | 24-26, 17-25, 25-27               |
| 29-12     | Panasonic Panthers - JTEKT Stings          | 3-0 | 26-24, 25-20, 25-13               |
| 30-12     | Panasonic Panthers - JTEKT Stings          | 3-0 | 25-21, 25-17, 25-17               |
| 30-12     | Tokyo Great Bears - Suntory Sunbirds       | 3-0 | 25-19, 29-27, 25-23               |
| 05-01     | Voreas Hokkaido - Suntory Sunbirds         | 2-3 | 22-25, 25-17, 18-25, 25-21, 12-15 |
| 06-01     | Nagano Tridents - Toray Arrows             | 1-3 | 17-25, 25-23, 17-25, 21-25        |
| 06-01     | JT Thunders Hiroshima - Panasonic Panthers | 0-3 | 20-25, 18-25, 19-25               |
| 06-01     | Voreas Hokkaido - Suntory Sunbirds         | 0-3 | 16-25, 24-26, 30-32               |
| 06-01     | Tokyo Great Bears - WolfDogs N8ya          | 1-3 | 25-23, 20-25, 21-25, 15-25        |
| 07-01     | JT Thunders Hiroshima - Panasonic Panthers | 2-3 | 25-19, 25-23, 18-25, 23-25, 10-15 |
| 07-01     | Nagano Tridents - Toray Arrows             | 2-3 | 25-23, 18-25, 27-25, 19-25, 10-15 |
| 07-01     | JTEKT Stings - Sakai Blazers               | 1-3 | 22-25, 25-19, 15-25, 17-25        |
| 07-01     | Tokyo Great Bears - WolfDogs N8ya          | 0-3 | 21-25, 18-25, 19-25               |
| 08-01     | JTEKT Stings - Sakai Blazers               | 1-3 | 25-17, 23-25, 20-25, 16-25        |

| Risultati |                                            |     |                                   |
|           |                                            |     |                                   |
| 12-01     | Voreas Hokkaido - Toray Arrows             | 1-3 | 20-25, 25-16, 21-25, 18-25        |
| 13-01     | JTEKT Stings - WolfDogs N8ya               | 0-3 | 23-25, 25-27, 20-25               |
| 13-01     | Sakai Blazers - Nagano Tridents            | 3-0 | 25-17, 25-20, 25-19               |
| 13-01     | Panasonic Panthers - Tokyo Great Bears     | 3-0 | 25-16, 25-17, 25-17               |
| 13-01     | Suntory Sunbirds - JT Thunders Hiroshima   | 3-2 | 21-25, 22-25, 25-17, 25-19, 15-13 |
| 13-01     | Voreas Hokkaido - Toray Arrows             | 0-3 | 21-25, 22-25, 20-25               |
| 14-01     | JTEKT Stings - WolfDogs N8ya               | 0-3 | 20-25, 22-25, 19-25               |
| 14-01     | Sakai Blazers - Nagano Tridents            | 3-0 | 25-17, 28-26, 25-21               |
| 14-01     | Suntory Sunbirds - JT Thunders Hiroshima   | 3-2 | 18-25, 21-25, 25-23, 25-22, 15-11 |
| 14-01     | Panasonic Panthers - Tokyo Great Bears     | 3-0 | 25-17, 25-17, 25-14               |
| 20-01     | JT Thunders Hiroshima - JTEKT Stings       | 3-1 | 24-26, 25-21, 25-16, 25-16        |
| 20-01     | WolfDogs N8ya - Sakai Blazers              | 3-1 | 19-25, 25-19, 25-20, 25-17        |
| 20-01     | Toray Arrows - Panasonic Panthers          | 1-3 | 18-25, 18-25, 25-21, 21-25        |
| 20-01     | Nagano Tridents - Suntory Sunbirds         | 0-3 | 22-25, 20-25, 21-25               |
| 20-01     | Tokyo Great Bears - Voreas Hokkaido        | 3-1 | 21-25, 26-24, 25-23, 25-14        |
| 21-01     | JT Thunders Hiroshima - JTEKT Stings       | 3-1 | 25-20, 21-25, 25-22, 25-16        |
| 21-01     | Nagano Tridents - Suntory Sunbirds         | 0-3 | 20-25, 18-25, 27-29               |
| 21-01     | WolfDogs N8ya - Sakai Blazers              | 3-0 | 25-16, 25-21, 26-24               |
| 21-01     | Toray Arrows - Panasonic Panthers          | 0-3 | 13-25, 21-25, 19-25               |
| 21-01     | Tokyo Great Bears - Voreas Hokkaido        | 3-0 | 25-23, 25-18, 25-17               |
| 27-01     | JT Thunders Hiroshima - Voreas Hokkaido    | 3-0 | 25-19, 25-16, 25-14               |
| 27-01     | JTEKT Stings - Panasonic Panthers          | 0-3 | 20-25, 21-25, 17-25               |
| 27-01     | Toray Arrows - Sakai Blazers               | 1-3 | 13-25, 18-25, 25-20, 15-25        |
| 27-01     | Nagano Tridents - WolfDogs N8ya            | 0-3 | 21-25, 22-25, 25-27               |
| 28-01     | JT Thunders Hiroshima - Voreas Hokkaido    | 3-0 | 25-19, 33-31, 25-16               |
| 28-01     | Nagano Tridents - WolfDogs N8ya            | 1-3 | 22-25, 21-25, 25-21, 23-25        |
| 28-01     | JTEKT Stings - Panasonic Panthers          | 0-3 | 22-25, 21-25, 17-25               |
| 28-01     | Toray Arrows - Sakai Blazers               | 3-1 | 25-27, 25-21, 25-23, 25-14        |
| 03-02     | Suntory Sunbirds - Panasonic Panthers      | 0-3 | 23-25, 19-25, 22-25               |
| 04-02     | Suntory Sunbirds - Panasonic Panthers      | 0-3 | 21-25, 21-25, 21-25               |
| 07-02     | Tokyo Great Bears - JT Thunders Hiroshima  | 3-1 | 25-22, 19-25, 25-20, 25-19        |
| 08-02     | Tokyo Great Bears - JT Thunders Hiroshima  | 2-3 | 25-20, 17-25, 27-25, 21-25, 12-15 |
| 10-02     | Suntory Sunbirds - JTEKT Stings            | 3-1 | 25-20, 21-25, 25-21, 25-21        |
| 10-02     | Panasonic Panthers - Nagano Tridents       | 3-0 | 25-17, 27-25, 25-17               |
| 10-02     | Voreas Hokkaido - Sakai Blazers            | 0-3 | 19-25, 20-25, 20-25               |
| 10-02     | WolfDogs N8ya - Toray Arrows               | 3-0 | 25-20, 25-22, 25-19               |
| 11-02     | Suntory Sunbirds - JTEKT Stings            | 3-0 | 25-19, 25-21, 25-21               |
| 11-02     | Panasonic Panthers - Nagano Tridents       | 3-0 | 25-20, 25-13, 25-21               |
| 11-02     | WolfDogs N8ya - Toray Arrows               | 2-3 | 25-22, 21-25, 25-21, 22-25, 11-15 |
| 11-02     | Voreas Hokkaido - Sakai Blazers            | 2-3 | 18-25, 22-25, 25-16, 25-20, 14-16 |
| 17-02     | Sakai Blazers - Suntory Sunbirds           | 0-3 | 25-27, 23-25, 14-25               |
| 17-02     | JTEKT Stings - Voreas Hokkaido             | 3-0 | 25-17, 25-22, 25-18               |
| 17-02     | WolfDogs N8ya - Panasonic Panthers         | 2-3 | 23-25, 25-19, 17-25, 25-12, 14-16 |
| 17-02     | Toray Arrows - JT Thunders Hiroshima       | 3-2 | 34-36, 25-23, 25-21, 17-25, 17-15 |
| 17-02     | Tokyo Great Bears - Nagano Tridents        | 3-0 | 25-21, 25-17, 25-21               |
| 18-02     | JTEKT Stings - Voreas Hokkaido             | 3-0 | 25-21, 25-19, 25-22               |
| 18-02     | Sakai Blazers - Suntory Sunbirds           | 0-3 | 18-25, 27-29, 21-25               |
| 18-02     | WolfDogs N8ya - Panasonic Panthers         | 3-2 | 25-17, 25-23, 19-25, 22-25, 15-9  |
| 18-02     | Toray Arrows - JT Thunders Hiroshima       | 3-0 | 25-21, 25-16, 25-20               |
| 18-02     | Tokyo Great Bears - Nagano Tridents        | 3-1 | 23-25, 25-20, 25-23, 35-33        |
| 23-02     | Panasonic Panthers - Sakai Blazers         | 3-1 | 25-22, 25-20, 20-25, 25-22        |
| 24-02     | JT Thunders Hiroshima - Nagano Tridents    | 3-0 | 25-21, 25-16, 25-21               |
| 24-02     | JTEKT Stings - Tokyo Great Bears           | 1-3 | 21-25, 25-27, 25-23, 21-25        |
| 24-02     | Suntory Sunbirds - Toray Arrows            | 3-1 | 25-21, 25-21, 19-25, 25-22        |
| 24-02     | Voreas Hokkaido - WolfDogs N8ya            | 1-3 | 11-25, 15-25, 25-23, 35-37        |
| 24-02     | Panasonic Panthers - Sakai Blazers         | 3-1 | 22-25, 38-36, 25-15, 25-21        |
| 25-02     | JTEKT Stings - Tokyo Great Bears           | 3-0 | 25-17, 25-18, 29-27               |
| 25-02     | JT Thunders Hiroshima - Nagano Tridents    | 3-0 | 25-21, 25-22, 25-23               |
| 25-02     | Suntory Sunbirds - Toray Arrows            | 3-0 | 25-19, 25-22, 25-14               |
| 25-02     | Voreas Hokkaido - WolfDogs N8ya            | 1-3 | 19-25, 15-25, 25-22, 15-25        |
| 02-03     | WolfDogs N8ya - JT Thunders Hiroshima      | 2-3 | 21-25, 24-26, 25-21, 25-19, 12-15 |
| 02-03     | Toray Arrows - JTEKT Stings                | 3-0 | 32-30, 25-23, 25-16               |
| 02-03     | Nagano Tridents - Voreas Hokkaido          | 0-3 | 25-27, 22-25, 17-25               |
| 02-03     | Panasonic Panthers - Suntory Sunbirds      | 2-3 | 25-20, 26-24, 22-25, 22-25, 16-18 |
| 02-03     | Tokyo Great Bears - Sakai Blazers          | 3-2 | 25-16, 28-30, 21-25, 25-21, 15-13 |
| 03-03     | WolfDogs N8ya - JT Thunders Hiroshima      | 3-1 | 25-27, 26-24, 36-34, 25-17        |
| 03-03     | Nagano Tridents - Voreas Hokkaido          | 3-1 | 25-22, 25-19, 22-25, 25-19        |
| 03-03     | Toray Arrows - JTEKT Stings                | 2-3 | 32-34, 25-23, 19-25, 25-22, 7-15  |
| 03-03     | Panasonic Panthers - Suntory Sunbirds      | 2-3 | 25-18, 20-25, 21-25, 29-27, 20-22 |
| 03-03     | Tokyo Great Bears - Sakai Blazers          | 3-0 | 25-18, 25-21, 25-15               |
| 09-03     | JTEKT Stings - Nagano Tridents             | 3-0 | 27-25, 25-21, 25-20               |
| 09-03     | JT Thunders Hiroshima - Sakai Blazers      | 0-3 | 21-25, 17-25, 17-25               |
| 09-03     | Suntory Sunbirds - WolfDogs N8ya           | 3-1 | 27-25, 19-25, 26-24, 27-25        |
| 09-03     | Voreas Hokkaido - Panasonic Panthers       | 0-3 | 21-25, 27-29, 20-25               |
| 09-03     | Tokyo Great Bears - Toray Arrows           | 1-3 | 27-25, 17-25, 21-25, 25-27        |
| 10-03     | JT Thunders Hiroshima - Sakai Blazers      | 3-1 | 26-24, 25-23, 23-25, 25-21        |
| 10-03     | JTEKT Stings - Nagano Tridents             | 3-0 | 25-21, 25-19, 25-20               |
| 10-03     | Suntory Sunbirds - WolfDogs N8ya           | 1-3 | 27-25, 22-25, 21-25, 22-25        |
| 10-03     | Voreas Hokkaido - Panasonic Panthers       | 0-3 | 16-25, 16-25, 23-25               |
| 10-03     | Tokyo Great Bears - Toray Arrows           | 3-2 | 25-20, 21-25, 28-26, 20-25, 15-8  |
| 16-03     | Sakai Blazers - JTEKT Stings               | 3-0 | 25-19, 25-23, 25-21               |
| 16-03     | WolfDogs N8ya - Tokyo Great Bears          | 1-3 | 29-31, 23-25, 25-19, 21-25        |
| 16-03     | Suntory Sunbirds - Voreas Hokkaido         | 3-0 | 25-14, 25-10, 25-20               |
| 16-03     | Toray Arrows - Nagano Tridents             | 3-0 | 27-25, 25-19, 25-17               |
| 16-03     | Panasonic Panthers - JT Thunders Hiroshima | 3-0 | 25-20, 26-24, 25-21               |
| 17-03     | Suntory Sunbirds - Voreas Hokkaido         | 3-0 | 25-23, 26-24, 25-22               |
| 17-03     | Sakai Blazers - JTEKT Stings               | 0-3 | 16-25, 23-25, 22-25               |
| 17-03     | WolfDogs N8ya - Tokyo Great Bears          | 2-3 | 25-19, 25-22, 22-25, 35-37, 14-16 |
| 17-03     | Toray Arrows - Nagano Tridents             | 3-1 | 23-25, 25-21, 25-13, 25-21        |
| 17-03     | Panasonic Panthers - JT Thunders Hiroshima | 3-0 | 30-28, 25-23, 25-19               |

#### Classifica
| Pos. | Squadra               | Pt | G  | V  | P  | Ratio | SV  | SP  | Ratio | PF    | PS    | Ratio |
| ---- | --------------------- | -- | -- | -- | -- | ----- | --- | --- | ----- | ----- | ----- | ----- |
| 1.   | Panasonic Panthers    | 97 | 36 | 32 | 4  | 0,890 | 102 | 22  | 4,640 | 3 011 | 2 568 | 1,170 |
| 2.   | Suntory Sunbirds      | 85 | 36 | 30 | 6  | 0,830 | 94  | 38  | 2,470 | 3 151 | 2 884 | 1,090 |
| 3.   | WolfDogs Nagoya       | 75 | 36 | 24 | 12 | 0,670 | 88  | 52  | 1,690 | 3 317 | 3 026 | 1,100 |
| 4.   | JT Thunders Hiroshima | 65 | 36 | 22 | 14 | 0,610 | 77  | 62  | 1,240 | 3 197 | 3 083 | 1,040 |
| 5.   | Sakai Blazers         | 53 | 36 | 18 | 18 | 0,500 | 65  | 65  | 1,000 | 2 947 | 2 970 | 0,992 |
| 6.   | Toray Arrows          | 51 | 36 | 18 | 18 | 0,500 | 70  | 73  | 0,959 | 3 247 | 3 238 | 1,003 |
| 7.   | Tokyo Great Bears     | 53 | 36 | 17 | 19 | 0,470 | 68  | 70  | 0,970 | 3 121 | 3 123 | 1,000 |
| 8.   | JTEKT Stings          | 41 | 36 | 14 | 22 | 0,390 | 52  | 72  | 0,720 | 2 760 | 2 862 | 0,960 |
| 9.   | Voreas Hokkaido       | 11 | 36 | 3  | 33 | 0,080 | 24  | 101 | 0,240 | 2 543 | 3 040 | 0,840 |
| 10.  | Nagano Tridents       | 9  | 36 | 2  | 34 | 0,060 | 20  | 105 | 0,190 | 2 554 | 3 054 | 0,840 |

      Qualificate alle semifinali dei play-off scudetto
      Qualificate ai quarti di finale dei play-off scudetto

### Play-off scudetto
|  | Quarti di finale | Quarti di finale      | Quarti di finale |                       |   | Semifinali         | Semifinali         | Semifinali      |                 |                       | Finale | Finale | Finale |  |
|  |                  |                       |                  |                       |   |                    |                    |                 |                 |                       |        |        |        |  |
|  |                  |                       |                  |                       |   | 1                  | Panasonic Panthers | 3               |                 |                       |        |        |        |  |
|  |                  |                       |                  |                       |   | 1                  | Panasonic Panthers | 3               |                 |                       |        |        |        |  |
|  |                  |                       | 4                | JT Thunders Hiroshima | 0 |                    |                    |                 |                 |                       |        |        |        |  |
|  | 4                | JT Thunders Hiroshima | 4                | JT Thunders Hiroshima | 0 | 3                  |                    |                 |                 |                       |        |        |        |  |
|  | 4                | JT Thunders Hiroshima |                  |                       |   |                    |                    |                 |                 |                       |        |        |        |  |
|  | 5                | Sakai Blazers         | 1                |                       |   |                    |                    |                 |                 |                       |        |        |        |  |
|  | 5                | Sakai Blazers         | 1                |                       | 1 | Panasonic Panthers | 0                  |                 |                 |                       |        |        |        |  |
|  |                  |                       |                  |                       |   |                    |                    |                 |                 |                       |        |        |        |  |
|  |                  |                       | 2                | Suntory Sunbirds      | 3 |                    |                    |                 |                 |                       |        |        |        |  |
|  |                  |                       |                  | Suntory Sunbirds      | 3 |                    |                    |                 |                 |                       |        |        |        |  |
|  |                  |                       |                  |                       |   |                    |                    |                 |                 |                       |        |        |        |  |
|  |                  |                       |                  |                       |   |                    |                    |                 |                 |                       |        |        |        |  |
|  |                  | 2                     | Suntory Sunbirds | 3                     |   |                    | Finale 3º posto    | Finale 3º posto | Finale 3º posto |                       |        |        |        |  |
|  |                  |                       |                  | 3                     |   |                    |                    |                 |                 |                       |        |        |        |  |
|  |                  |                       | 6                | Toray Arrows          | 1 |                    |                    |                 |                 |                       |        |        |        |  |
|  | 3                | WolfDogs Nagoya       | 6                | Toray Arrows          | 1 | 2                  |                    |                 | 4               | JT Thunders Hiroshima | 2      |        |        |  |
|  | 3                | WolfDogs Nagoya       |                  |                       |   |                    |                    |                 | 4               | JT Thunders Hiroshima | 2      |        |        |  |
|  | 6                | Toray Arrows          | 3                |                       |   | 6                  | Toray Arrows       | 3               |                 |                       |        |        |        |  |

|  | Finale 5º posto |                 |   |  |
|  |                 |                 |   |  |
|  | 3               | WolfDogs Nagoya | 3 |  |
|  | 3               | WolfDogs Nagoya | 3 |  |
|  | 5               | Sakai Blazers   | 2 |  |

#### Quarti di finale
| Gara unica |                                       |     |                                   |
|            |                                       |     |                                   |
| 23-03      | WolfDogs Nagoya - Toray Arrows        | 2-3 | 22-25, 26-24, 23-25, 25-23, 12-15 |
| 23-03      | JT Thunders Hiroshima - Sakai Blazers | 3-1 | 25-21, 26-28, 25-21, 25-23        |

#### Semifinali
| Gara unica |                                            |     |                            |
|            |                                            |     |                            |
| 24-03      | Suntory Sunbirds - Toray Arrows            | 3-1 | 25-20, 25-21, 23-25, 25-23 |
| 24-03      | Panasonic Panthers - JT Thunders Hiroshima | 3-0 | 25-23, 25-21, 25-13        |

#### Finale 5º posto
| Gara unica |                                 |     |                                   |
|            |                                 |     |                                   |
| 30-03      | WolfDogs Nagoya - Sakai Blazers | 3-2 | 25-27, 25-22, 25-17, 16-25, 15-13 |

#### Finale 3º posto
| Gara unica |                                      |     |                                   |
|            |                                      |     |                                   |
| 30-03      | JT Thunders Hiroshima - Toray Arrows | 2-3 | 25-17, 20-25, 25-21, 22-25, 13-15 |

#### Finale
| Gara unica |                                       |     |                     |
|            |                                       |     |                     |
| 31-03      | Panasonic Panthers - Suntory Sunbirds | 0-3 | 18-25, 35-37, 19-25 |

## Classifica finale
| Pos                 | Squadra               | Qualificazione            |
| ------------------- | --------------------- | ------------------------- |
| Giappone (bandiera) | Suntory Sunbirds      | AVC Champions League 2025 |
| 2                   | Panasonic Panthers    |                           |
| 3                   | Toray Arrows          |                           |
| 4                   | JT Thunders Hiroshima |                           |
| 5                   | WolfDogs Nagoya       |                           |
| 6                   | Sakai Blazers         |                           |
| 7                   | Tokyo Great Bears     |                           |
| 8                   | JTEKT Stings          |                           |
| 9                   | Voreas Hokkaido       |                           |
| 10                  | Nagano Tridents       |                           |

## Premi individuali
| Premio                      | Nome                 | Squadra            |
| --------------------------- | -------------------- | ------------------ |
| MVP della finale            | Masaki Oya           | Suntory Sunbirds   |
| Miglior allenatore          | Kota Yamamura        | Suntory Sunbirds   |
| Miglior spirito combattivo  | Thomas Jaeschke      | Panasonic Panthers |
| Miglior esordiente          | Cole Hogland         | Sakai Blazers      |
| Miglior realizzatore        | Krisztián Pádár      | Toray Arrows       |
| Miglior attaccante          | Taishi Onodera       | Suntory Sunbirds   |
| Miglior muro                | Kentarō Takahashi    | Toray Arrows       |
| Miglior servizio            | Yūji Nishida         | Panasonic Panthers |
| Miglior ricevitore          | Tomohiro Ogawa       | WolfDogs Nagoya    |
| Miglior difesa              | Tomohiro Ogawa       | WolfDogs Nagoya    |
| Sestetto ideale             | Dmitrij Musėrskij    | Suntory Sunbirds   |
| Sestetto ideale             | Alain de Armas       | Suntory Sunbirds   |
| Sestetto ideale             | Thomas Jaeschke      | Panasonic Panthers |
| Sestetto ideale             | Taishi Onodera       | Suntory Sunbirds   |
| Sestetto ideale             | Kentarō Takahashi    | Toray Arrows       |
| Sestetto ideale             | Masaki Oya           | Suntory Sunbirds   |
| Miglior libero              | Tomohiro Yamamoto    | Panasonic Panthers |
| Premio fair play            | Sharone Vernon-Evans | Sakai Blazers      |
| Premio d'onore              | Shōhei Yamamoto      | Hiroshima Thunders |
| Premio d'onore              | Shunsuke Watanabe    | Toray Arrows       |
| Premio d'onore              | Ryuta Homma          | JTEKT Stings       |
| Premio d'onore              | Haku Lee             | Toray Arrows       |
| Premio d'onore              | Shūzō Yamada         | WolfDogs Nagoya    |
| Premio d'onore              | Ryōta Denda          | WolfDogs Nagoya    |
| Premio Yasutaka Matsudaira  | Kota Yamamura        | Suntory Sunbirds   |
| Miglior GM                  | Keisuke Kurihara     | Suntory Sunbirds   |
| Premio per servizi meritori | Hiroshi Miyoshi      | Oita Weisse Adler  |

## Statistiche
| Rendimento individuale | Rendimento individuale | Rendimento individuale | Rendimento individuale |
| Pos.                   | Nome                   | Punti                  | Squadra                |
| ---------------------- | ---------------------- | ---------------------- | ---------------------- |
| 1                      | Krisztián Pádár        | 942                    | Toray Arrows           |
| 2                      | Dmitrij Musėrskij      | 883                    | Suntory Sunbirds       |
| 3                      | Sharone Vernon-Evans   | 815                    | Sakai Blazers          |
| 4                      | Bartosz Kurek          | 716                    | WolfDogs Nagoya        |
| 5                      | Chang Yu-sheng         | 694                    | Voreas Hokkaido        |
| 6                      | Aaron Russell          | 686                    | JT Thunders Hiroshima  |
| 7                      | Jiang Chuan            | 652                    | JT Thunders Hiroshima  |
| 8                      | Tine Urnaut            | 550                    | JTEKT Stings           |
| 9                      | Thomas Jaeschke        | 533                    | Panasonic Panthers     |
| 10                     | Rafael de Araújo       | 526                    | Tokyo Great Bears      |

| Attacchi vincenti | Attacchi vincenti    | Attacchi vincenti | Attacchi vincenti     |
| Pos.              | Nome                 | Punti             | Squadra               |
| ----------------- | -------------------- | ----------------- | --------------------- |
| 1                 | Krisztián Pádár      | 819               | Toray Arrows          |
| 2                 | Dmitrij Musėrskij    | 791               | Suntory Sunbirds      |
| 3                 | Sharone Vernon-Evans | 719               | Sakai Blazers         |
| 4                 | Chang Yu-sheng       | 640               | Voreas Hokkaido       |
| 5                 | Bartosz Kurek        | 627               | WolfDogs Nagoya       |
| 6                 | Aaron Russell        | 589               | JT Thunders Hiroshima |
| 7                 | Jiang Chuan          | 563               | JT Thunders Hiroshima |
| 8                 | Tine Urnaut          | 503               | JTEKT Stings          |
| 9                 | Rafael de Araújo     | 472               | Tokyo Great Bears     |
| 10                | Masahiro Yanagida    | 457               | Tokyo Great Bears     |

| Muri vincenti | Muri vincenti     | Muri vincenti | Muri vincenti         |
| Pos.          | Nome              | Punti         | Squadra               |
| ------------- | ----------------- | ------------- | --------------------- |
| 1             | Kentarō Takahashi | 112           | Toray Arrows          |
| 2             | Wang Dongchen     | 82            | WolfDogs Nagoya       |
| 3             | Keigo Nishimoto   | 82            | Toray Arrows          |
| 4             | Hiromasa Miwa     | 70            | JT Thunders Hiroshima |
| 5             | Taishi Onodera    | 69            | Suntory Sunbirds      |
| 6             | Cole Hogland      | 68            | Sakai Blazers         |
| 7             | Trent O'Dea       | 65            | Nagano Tridents       |
| 8             | Yutaro Takemoto   | 62            | Sakai Blazers         |
| 9             | Dmitrij Musėrskij | 61            | Suntory Sunbirds      |
| 10            | Krisztián Pádár   | 60            | Toray Arrows          |
| 10            | Bartosz Kurek     | 60            | WolfDogs Nagoya       |

| Battute vincenti | Battute vincenti     | Battute vincenti | Battute vincenti      |
| Pos.             | Nome                 | Punti            | Squadra               |
| ---------------- | -------------------- | ---------------- | --------------------- |
| 1                | Krisztián Pádár      | 63               | Toray Arrows          |
| 2                | Yūji Nishida         | 52               | Panasonic Panthers    |
| 3                | Aaron Russell        | 44               | JT Thunders Hiroshima |
| 4                | Thomas Jaeschke      | 41               | Panasonic Panthers    |
| 5                | Sharone Vernon-Evans | 40               | Sakai Blazers         |
| 6                | Alain de Armas       | 35               | Suntory Sunbirds      |
| 6                | Akito Yamazaki       | 35               | WolfDogs Nagoya       |
| 8                | Dmitrij Musėrskij    | 31               | Suntory Sunbirds      |
| 8                | Jiang Chuan          | 31               | JT Thunders Hiroshima |
| 8                | Shoma Tomita         | 31               | Toray Arrows          |